# Davide Marotta
Davide Marotta (Napoli, 20 novembre 1962) è un attore italiano.

## Biografia
Affetto da nanismo, Davide Marotta è alto 1,15 m. Dopo alcune esperienze teatrali, nel 1985 venne scelto da Dario Argento per interpretare il figlio deforme di Frau Brückner (Daria Nicolodi) in Phenomena. L'anno successivo recitò una parte analoga in Dèmoni 2 di Lamberto Bava. Dal 1987 al 1997 fu testimonial della Kodak (insieme a Roberto Della Casa) in celebri spot nei quali impersonò l'alieno Ciribiribì.
Dopo varie esperienze televisive e piccole parti al cinema, nel 2001 ha ottenuto per la prima volta un ruolo importante in Il ritorno di Cagliostro di Daniele Ciprì e Franco Maresco. Nel 2004 ha recitato una piccola parte nella Passione di Cristo di Mel Gibson, nel ruolo dell'Anticristo sotto forma di un bambino in braccio a Satana, interpretato da Rosalinda Celentano.
Dal 2008 al 2012 ha recitato la parte di un postino nello spettacolo Il miracolo di don Ciccillo di Carlo Buccirosso e, nell'anno seguente, in Finché morte non vi separi, dello stesso autore, nel ruolo di un sacrestano. 
Nel 2015 ha partecipato in qualità di "pizzino" alla trasmissione comica Il boss dei comici in onda dal 18 ottobre 2015 sulla rete televisiva LA7. Sempre nel 2015 ha recitato nel film di Leonardo Pieraccioni Il professor Cenerentolo. Nel 2016 ha partecipato a Made in Sud su Rai 2.
Nel 2019 ha recitato nel Pinocchio di Matteo Garrone e ha interpretato un triplice ruolo: il Grillo Parlante, la marionetta Pantalone e uno dei conigli becchini.

## Filmografia

### Cinema
- Phenomena, regia di Dario Argento (1985)
- Dèmoni 2... L'incubo ritorna, regia di Lamberto Bava (1986)
- Ginger e Fred, regia di Federico Fellini (1986)
- Luna e l'altra, regia di Maurizio Nichetti (1996)
- Sogno di una notte di mezza estate, regia di Michael Hoffman (1999)
- Aitanic, regia di Nino D'Angelo (2000)
- Il ritorno di Cagliostro, regia di Daniele Ciprì e Franco Maresco (2003)
- La passione di Cristo, regia di Mel Gibson (2004)
- Il professor Cenerentolo, regia di Leonardo Pieraccioni (2015)
- Pinocchio, regia di Matteo Garrone (2019)
- Ammèn, regia di Ciro Villano (2020)
- Tutti per 1 - 1 per tutti, regia di Giovanni Veronesi (2020)
- Chi ha incastrato Babbo Natale?, regia di Alessandro Siani (2021)
- Amore postatomico, regia di Vincenzo Caiazzo (2022)
- Anatar, regia di Lorenzo Zanoni (2023)
- Avanzers: Italian Superheroes, regia di Cosimo Bosco (2023)
- Mi Raccomando, regia di Ciro Villano (2023)

## Teatro
- Il miracolo di don Ciccillo, regia di Carlo Buccirosso (2010)
- Finché morte non vi separi, di Carlo Buccirosso (2013)
- Una famiglia... quasi perfetta!, regia di Carlo Buccirosso (2014)
- Un italiano di Napoli, regia di Sal Da Vinci (2016)
- La rottamazione di un italiano per bene, regia di Carlo Buccirosso (2019)
- Il vedovo allegro, regia di Carlo Buccirosso (2023)

## Programmi televisivi
- Il grande circo di Rete 4 (1992)[2]
- Made in Sud (2016)

## Pubblicità
- Kodak (1987-1997)